# Đùi
Trong giải phẫu người, đùi là khu vực nằm giữa xương chậu và đầu gối. Nó là một phần của chân người. Xương đơn ở đùi gọi là xương đùi. Xương này rất dày và khỏe.